# Округ Колумбија (Флорида)
Колумбија (енгл. Columbia County) је округ у америчкој савезној држави Флорида. По попису из 2010. године број становника је 67.531.

## Демографија
Према попису становништва из 2010. у округу је живело 67.531 становника, што је 11.018 (19,5%) становника више него 2000. године.
| Група             | 2000.          | 2010.          |
| Белци             | 44.058 (78,0%) | 50.475 (74,7%) |
| Афроамериканци    | 9.623 (17,0%)  | 11.818 (17,5%) |
| Азијати           | 378 (0,7%)     | 622 (0,9%)     |
| Хиспаноамериканци | 1.546 (2,7%)   | 3.276 (4,9%)   |
| Укупно            | 56.513         | 67.531         |